# Staufersbuch

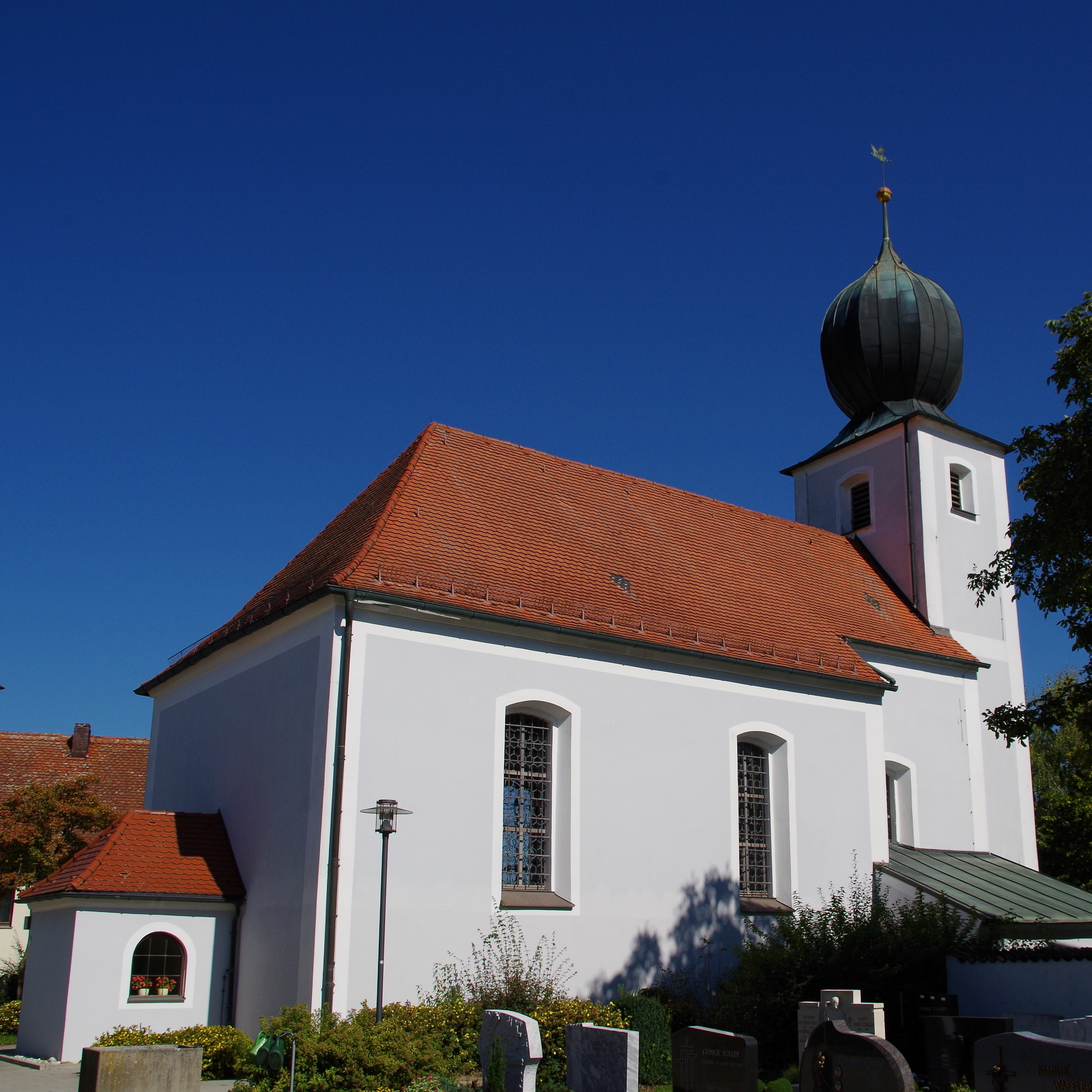
Katholische Pfarrkirche St. Martin in Staufersbuch

Staufersbuch ist ein Gemeindeteil der Stadt Berching im Landkreis Neumarkt in der Oberpfalz in Bayern.

## Lage
Das Kirchdorf liegt auf der Hochfläche der südlichen Frankenalb im Naturpark Altmühltal östlich des Gemeindesitzes Berching und westlich des Tales der Weißen Laber. Verbindungsstraßen gibt es zu den Nachbarorten Holnstein, Gimpertshausen.

## Geschichte

### Erste Erwähnung
Im Jahre 1106 wurde Chuno de Puocha in einer Schenkungsurkunde des Klosters St. Emmeram zu Regensburg genannt. In dieser Urkunde, die gleichzeitig die Ersterwähnung des Ortes beinhaltet, übergab Kaiser Heinrich V. durch seinen Ministerialen Gozpert die Holnsteiner Güter dem Regensburger Kloster.

### Archäologische Funde
Die im Umfeld des Dorfes ausgegrabenen Funde reichen von der Bronzezeit (1800–800 v. Chr.) über die Ältere Eisenzeit (800–500 v. Chr.) bis in die Junge Eisenzeit (500 v. Chr.–0) und bezeugen die vorgeschichtliche Besiedelung des Raumes. Sie sind in der Prähistorischen Staatssammlung in München aufbewahrt. Im Leberl befinden sich 43 eindrucksvolle Grabhügel, die späteren Raubgrabungen zum Opfer fielen.

### Hofmark Staufersbuch
Das geschichtlich Markanteste an Staufersbuch ist die Hofmark. Spuren der Burg der Edlen von Staufersbuch, des späteren Schlosses, des Gutes und der Hofmark befinden sich gegenüber der Kirche. Starke Mauern und die Anlage des Hofes verweisen auf einen frühgeschichtlichen Bau. Früher gab es auch eine gemauerte Einfahrt mit einem Bogen und einer Art Hof-Ummauerung (heute Anwesen Johann Koller).
Ursprünglich waren die Burgherren zu Staufersbuch Dienstmannen der Holnsteiner Ritter. Von 1106 bis 1372 herrschten die Adeligen von Staufersbuch über die Burg und den Ort. Danach traten andere Burgherren und Hofmarkbesitzer auf, so die Roßthaler und die Pollanter Herren im 16. Jahrhundert, die Wildensteiner und die Herren von Klingenberg. Im Jahre 1637 schenkte Kurfürst Maximilian die Hofmark Staufersbuch der St.-Georgen-Bruderschaft in München.

### St.-Martins-Kirche
Die erste geschichtliche Nachricht über die Kirche in Staufersbuch befindet sich in der Amtsbeschreibung des Amtes Holnstein aus dem Jahre 1326. Dort wird erstmals von einer Kirche „zu Pouch“ berichtet. Die Kirche in Staufersbuch ist dem Schutzpatron St. Martin geweiht; das Kirchweihfest wird alljährlich am 11. November gefeiert. Im Jahre 1395 wurde Chunrad als erster eigener Pfarrer von Staufersbuch erwähnt. Der berühmteste Pfarrer war der Seelsorger Max August Freiherr von Ecker, Dr. der Theologie. Er war in Staufersbuch von 1785 bis 1791 tätig und wurde danach Stadtpfarrer von Neumarkt.

### Eingemeindung
Am 1. Juli 1972 wurde Staufersbuch in die Stadt Berching eingegliedert.

## Söhne und Töchter des Orts
- Johann Georg Feßmaier (1775–1828), Rechtswissenschaftler, Historiker und Regierungsbeamter